# Vulcão Batea Mahuida
o vulcão Batea Mahuida (nome de origem mapuche, cujo significado é Fonte nas alturas) se encontra localizado no Departamento Aluminé, na província argentina de Neuquén. Está localizado a 370 km da cidade capital, Neuquén, na zona dos Andes Patagônicos.
Atualmente se encontra inativo. Em seu centro há uma lagoa, e do seu cume pode-se ver os vulcões chilenos Icalma e Villarrica, além do vulcão argentino Lanín.
Se encontra aproximadamente a 10 km da localidade argentina de Villa Pehuenia.
Faz parte do Parque Provincial Batea Mahuida, parque criado pelo decreto provincial em 25 de outubro de 1968, declarado Monumento Natural, e sua totalidade esta sobre terras fiscais provincianas. No parque é praticado diversos esportes de inverno.
Sua área é de aproximadamente 1.206 hectares.